# Margareta Lovisa av Orleans
Margareta Lovisa av Orleans, (fr. 'Marguerite Louise d'Orléans') född 28 juli 1645, död 17 september 1721, var en fransk prinsessa, storhertiginna av Toscana.

## Biografi
Margareta Lovisa var dotter till den franske prinsen Gaston av Orléans och Margareta av Lothringen. Hon gifte sig 1661 med storhertig Cosimo III av Toscana.
Margareta Lovisa var känd för sin kärleksrelation med sin kusin, hertig Karl V av Lorraine, vilken hon hade både före, under och efter sitt äktenskap. Under sitt äktenskap kom hon i konflikt med maken, som inte ville ge henne en plats i rådet, där däremot hennes svärmor Vittoria della Rovere ingick.
Margareta Lovisa separerade 1675 från maken och återvände till Frankrike. I separationskontraktet tvingades hon avsäga sig sin status som fransk prinsessa och vårdnaden om sina barn och bosätta sig i ett kloster i Paris, men hon levde fritt i klostret och sysselsatte sig med spel, kärlekshistorier och att ställa till skandaler.